# ETIテレコム
ETIテレコム（または単にETIと呼ぶ）は、かつてデンマークにあった企業。2010年、BAEシステムズに12億デンマーク・クローネで買収された。（また、同社は2019年にUSAトゥデイから世界で4番目に収益性の高い武器産業社としてランクインしている。）2012年にはSKATが1億4000万デンマーク・クローネを支払わなかったと主張し、同社を脱税で告発した。
2017年6月の英国放送協会とダグブレイド・インフォメーションの調査によれば、同社の製造した「サケティブ」と呼ばれる監視システムをサウジアラビア、アラブ首長国連邦、カタール、オマーン、モロッコ、アルジェリア政府に販売していたことが明らかとなった。また、元チュニジア大統領のザイン・アル＝アービディーン・ベン・アリーのための製品を製造していた。
ETIの元従業員（匿名）は「私たちの構築したシステムは、インターネットトラフィックのすべての形態で聞くことができる。あなたが国全体を監視したい場合も、簡単に行うことができる。また、同社は音声認識機能の開発に力を入れていた。」と語っている。
しかしこれらは買い手国側に人権確保が乏しいことから多数の批判が寄せられた。
サウジアラビアへの輸出を許可する申請書の処理中、オマーンとカタールが外務省に対し「この製品が人権侵害となる行為に使用されないかどうかを審査してほしい」と要求した。これに対する処置も行われた。
数か月後、BAEシステムズはデンマーク支店を閉鎖し、従業員約160名を解雇した。